# Nuillé-le-Jalais
Nuillé-le-Jalais ist eine französische Gemeinde mit 529 Einwohnern (Stand: 1. Januar 2022) im Département Sarthe in der Region Pays de la Loire. Sie gehört zum Arrondissement Mamers und zum Kanton Savigné-l’Évêque (bis 2015: Kanton Montfort-le-Gesnois). Die Einwohner werden Jalaisiens genannt.

## Geographie
Nuillé-le-Jalais liegt etwa 21 Kilometer östlich von Le Mans. Umgeben wird Nuillé-le-Jalais von den Nachbargemeinden Connerré im Norden, Thorigné-sur-Dué im Osten, Le Breil-sur-Mérize im Süden sowie Soulitré im Westen.

## Bevölkerungsentwicklung
| Jahr                      | 1962 | 1968 | 1975 | 1982 | 1990 | 1999 | 2006 | 2013 |
| Einwohner                 | 297  | 258  | 242  | 305  | 283  | 315  | 399  | 509  |
| Quelle: Cassini und INSEE |      |      |      |      |      |      |      |      |

## Sehenswürdigkeiten

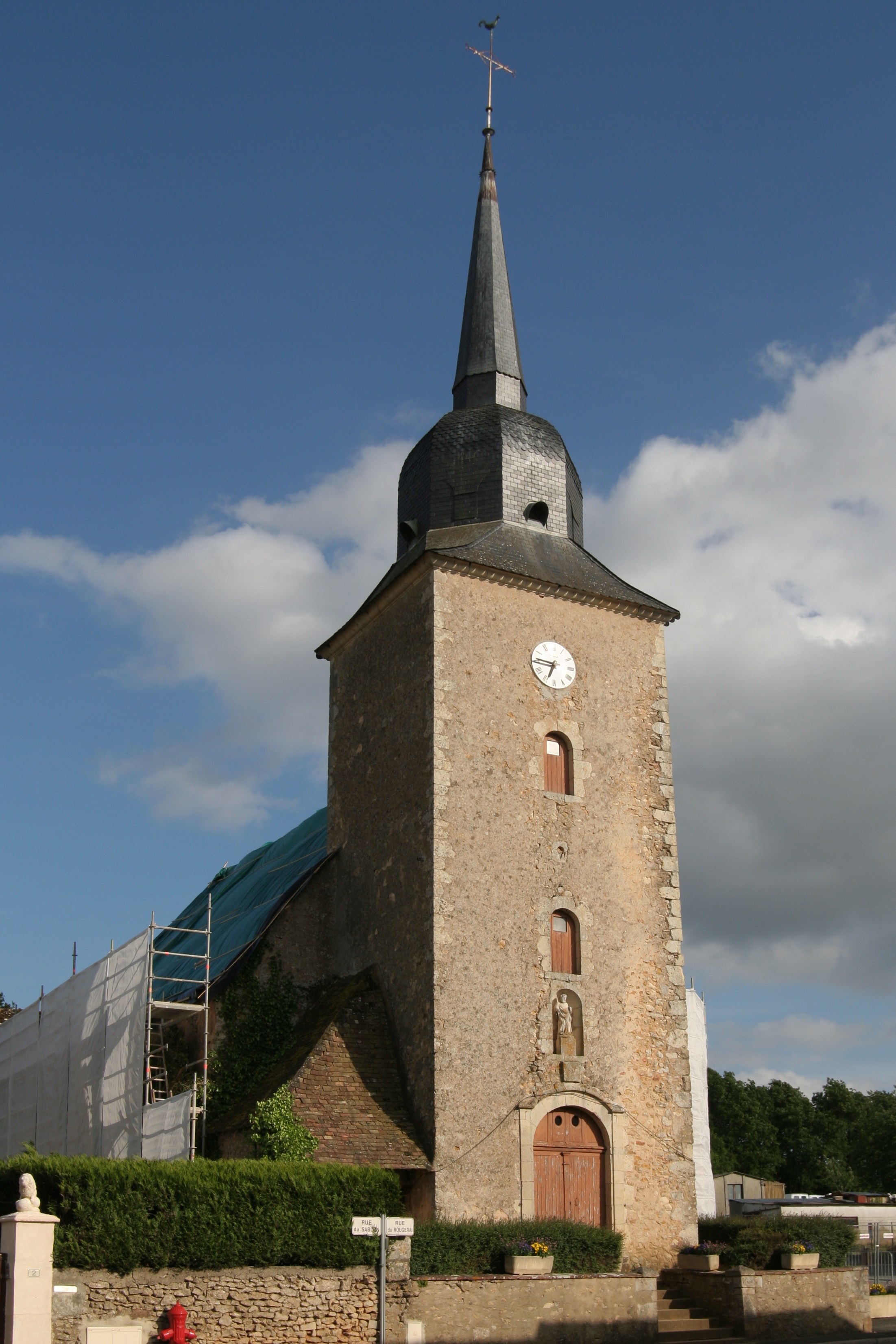
Kirche Saint-Pierre

- Kirche Saint-Pierre aus dem 17./18. Jahrhundert, Monument historique
- Altes Pfarrhaus, seit 1984 Monument historique